# Hệ sinh học
Một hệ sinh học là một mạng lưới phức tạp của các thực thể có liên quan đến sinh học. Tổ chức sinh học kéo dài một vài thang đo và được xác định dựa trên các cấu trúc khác nhau tùy thuộc vào hệ thống là gì. Ví dụ về các hệ thống sinh học ở quy mô vĩ mô là quần thể sinh vật. Trên thang cơ quan và mô ở động vật có vú và các động vật khác, các ví dụ bao gồm hệ tuần hoàn, hệ hô hấp và hệ thần kinh. Trên phạm vi vi mô đến quy mô nano, các ví dụ về hệ thống sinh học là tế bào, bào quan, phức hợp phân tử và con đường điều hòa của tế bào. Một hệ thống sinh học không được nhầm lẫn với một hệ thống sống, chẳng hạn như một sinh vật sống.

## Hệ cơ quan và mô

Một ví dụ về một hệ thống: Não, tiểu não, tủy sống và dây thần kinh là bốn thành phần cơ bản của hệ thần kinh.

Những hệ thống cụ thể này được nghiên cứu rộng rãi trong giải phẫu người và cũng có mặt ở nhiều động vật khác.
- Hệ hô hấp: các cơ quan được sử dụng để thở, hầu họng, thanh quản, phế quản, phổi và cơ hoành.
- Hệ tiêu hóa: tiêu hóa và chế biến thức ăn với tuyến nước bọt, thực quản, dạ dày, gan, túi mật, tuyến tụy, ruột, trực tràng và hậu môn.
- Hệ tuần hoàn (tim và hệ tuần hoàn): bơm và truyền máu đến và từ cơ thể và phổi với tim, máu và mạch máu.
- Hệ tiết niệu: thận, niệu quản, bàng quang và niệu đạo liên quan đến cân bằng chất lỏng, cân bằng điện giải và bài tiết nước tiểu.
- Hệ vỏ bọc: da, tóc, mỡ và móng.
- Hệ thống xương: hỗ trợ và bảo vệ cấu trúc với xương, sụn, dây chằng và gân.
- Hệ nội tiết: giao tiếp trong cơ thể bằng cách sử dụng các hormone được tạo ra bởi các tuyến nội tiết như vùng dưới đồi, tuyến yên, tuyến tùng, tuyến giáp, tuyến cận giáp và tuyến thượng thận, tức là tuyến thượng thận.
- Hệ bạch huyết: các cấu trúc liên quan đến việc chuyển bạch huyết giữa các mô và dòng máu; bao gồm bạch huyết và các hạch và mạch. Hệ thống bạch huyết bao gồm các chức năng bao gồm phản ứng miễn dịch và phát triển kháng thể. 
  - Hệ thống miễn dịch: bảo vệ sinh vật khỏi các cơ quan nước ngoài.
- Hệ thần kinh: thu thập, chuyển giao và xử lý thông tin với não, tủy sống, hệ thần kinh ngoại biên và các cơ quan cảm giác. 
  - Hệ giác quan: hệ thị giác, hệ thính giác, hệ khứu giác, hệ thống động lực, hệ thống somatosensory, hệ tiền đình.
- cho phép thao túng môi trường, cung cấp sự vận động, duy trì tư thế và tạo ra nhiệt. Bao gồm cơ xương, cơ trơn và cơ tim.
- Hệ sinh sản: các cơ quan sinh dục, chẳng hạn như buồng trứng, ống dẫn trứng, tử cung, âm đạo, tuyến vú, tinh hoàn, ống dẫn tinh, túi tinh và tuyến tiền liệt.

## Lịch sử
Khái niệm hệ thống (hoặc bộ máy) dựa trên khái niệm chức năng quan trọng hoặc hữu cơ: một hệ thống là một tập hợp các cơ quan có chức năng xác định. Ý tưởng này đã có mặt từ thời Cổ đại (Galen, Aristotle), nhưng việc áp dụng thuật ngữ "hệ thống" là gần đây hơn. Ví dụ, hệ thống thần kinh được đặt tên bởi Monro (1783), nhưng Rufus xứ Ephesus (khoảng 90-120), lần đầu tiên quan niệm rõ ràng não, tủy sống và dây thần kinh sọ là một đơn vị giải phẫu, mặc dù ông viết rất ít về chức năng của nó, cũng không đặt tên cho đơn vị này.
Việc liệt kê các chức năng chính - và do đó của các hệ thống - gần như giống nhau từ thời Cổ đại, nhưng việc phân loại chúng rất khác nhau,, ví dụ, so sánh Aristotle, Bichat, Cuvier.
Khái niệm phân công lao động sinh lý, được giới thiệu vào những năm 1820 bởi nhà sinh lý học người Pháp Henri Milne-Edwards, cho phép "so sánh và nghiên cứu các sinh vật sống như thể chúng là những cỗ máy được tạo ra bởi ngành công nghiệp của con người". Lấy cảm hứng từ tác phẩm của Adam Smith, Milne-Edwards đã viết rằng "cơ thể của tất cả các sinh vật, dù là động vật hay thực vật, giống như một nhà máy... nơi các cơ quan, có thể so sánh với công nhân, hoạt động không ngừng để tạo ra các hiện tượng cấu thành sự sống của mỗi cá nhân." Trong các sinh vật khác biệt hơn, lao động chức năng có thể được phân chia giữa các công cụ hoặc hệ thống khác nhau (được ông gọi là appareils).